# 간마치촌
간마치촌(上町村)은 이시카와현 후게시군에 존재했던 촌이다.

## 역사
- 1889년 4월 1일 - 정촌제 시행에 의해 6개 촌의 구역이 폐지되어, 그 그역을 가지고 간마치촌이 성립하였다.
- 1908년 4월 1일 - 구 야나기다촌. 이와이도촌과 합병해, 새로운 야나기다촌이 성립하여, 동일 간마치촌은 폐지되었다.

## 참고문헌
- 『柳田村史』